# Министерство обороны Испании
Министерство обороны Испании (исп. Ministerio de Defensa (MINISDEF)) — орган правительства Испании, несущий ответственность за организацию, развитие вооружённых сил, подготовку обороны и руководство вооружёнными силами страны.
На сегодняшний день пост министра обороны королевства занимает Маргарита Роблес, её заместителем является Алехо де ла Торре.

## История
Первый в истории Испании государственный орган, занимавшийся военным делами, существовал с 1714 по 1834 и носил название «Военный кабинет». Ему на смену пришло «Военное министерство», которое просуществовало вплоть до 1937 года. Параллельно существовало «Морское министерство», сформированное 20 октября 1851 года королевским декретом из «Морского кабинета». Во времена Франко существовали 3 отдельных министерства для каждого рода войск. Нынешнее министерство обороны Испании было создано первым демократическим правительством Адольфо Суареса в 1977 году, объединив предшествующие ему министерства по делам армии, военно-морского флота и военно-воздушных сил.